# Matoricz József
Matoricz József (Drávasztára, 1959. április 5. –) magyar színész.

## Életpályája
Baranya megyében, Drávasztárán született, 1959. április 5-én. Színészként diplomázott a Színház- és Filmművészeti Főiskolán, Kállai Ferenc és Szirtes Tamás osztályában 1981-ben. Pályáját a Pécsi Nemzeti Színházban kezdte. 1995-től szabadfoglalkozású színművész. Játszott többek között a Pécsi Horvát Színházban is. A Magyarországi Szerb Színház tagja. Díszlettervezéssel is foglalkozik.

## Fontosabb színházi szerepei
- William Shakespeare: Szeget szeggel... Péter, szerzetes
- William Shakespeare: Antonius és Kleopátra... Dercetas, Antonius híve
- William Shakespeare: Vízkereszt, vagy amit akartok... Sebastian
- William Shakespeare: A velencei kalmár... Aragonia hercege
- Friedrich Schiller: Haramiák... Schufterle
- Pierre-Augustin Caron de Beaumarchais: Figaro házassága... Bartholo, orvos
- Alexandre Dumas – Várady Szabolcs: A három testőr... Bonacieux
- Charles Dickens - Lionel Bart: Oliver... Mr. Sowerberry
- Gay John: Koldusopera... Benyuly Jaksi, Macheath bandájának tagja
- Arthur Miller: Közjáték Vichyben... Rendőrszázados
- Bertolt Brecht: Koldusopera... Fűrész Róbert
- Bertolt Brecht: Egy fő, az egy fő... Jeria Jeep
- Bertolt Brecht: Dobok és trombiták... Bullock, Rose fivére
- Georg Büchner: Leonce és Léna... Második szolga; Második rendőr
- Jaroslav Hašek: Svejk, a derék katona... Palivec, kocsmáros; Karvezető
- Brandon Thomas – Aldobolyi Nagy György - Szenes Iván: Charley nénje... Charley Wykeham, oxfordi diák
- Jevgenyij Lvovics Svarc: Hókirálynő... Kei
- Nyikolaj Vasziljevics Gogol: Háztűznéző... Sztatikov, vásárcsarnoki kereskedő
- Mihail Afanaszjevics Bulgakov: Optimista komédia... Második sofőr; Kerekképű
- Georges Feydeau: Bolha a fülbe... Feraillone
- Hervé: Nebáncsvirág... Ferdinard de Champlatreux, hadnagy
- Ábrahám Pál: Hawaii rózsája... Lilo Táro herceg
- Ábrahám Pál: Bál a Savoyban... Archibald; Pomerol
- Jacobi Viktor: Leányvásár... Tom Miggles
- Huszka Jenő: Mária főhadnagy... Draskóczy; Zwickli
- Lehár Ferenc: A víg özvegy... St. Brioche
- Kálmán Imre: A montmartre-i ibolya... Raul
- Kálmán Imre: Az ördöglovas... Károly
- Kálmán Imre: A bajadér... Napóleon
- Stephen Poliakoff: A természet lágy ölén – Eperföldek... Rendőr
- Trevor Griffiths: Komédiások... Phill Murray
- Edward Bond: Kinn vagyunk a vízből... Mike
- Terrence McNally: The Rink... Lucky, munkás; Cuki; Arnie; Hapsi 2.; Bobby; Danny
- Pam Gems: Piaf... Jacques; Ügynök; Hentes; Gyógytornász; Csapos
- Roger Vitrac: Viktor avagy A gyerekuralom... A Doktor
- Romhányi József: Csipkerózsika... Alvásmester
- Bilisics Márton – Szabadhegyi Mihály – Usztics Mátyás: Kocsonya Mihály házassága... szereplő
- Bíró Lajos: Sárga liliom... Rudas Béla, cipőgyáros
- Madách Imre: Az ember tragédiája... Első polgár; Catulus; Udvaronc; Gyáros
- Molnár Ferenc: Játék a kastélyban... Turai
- Szomory Dezső: Bella... Révész Oszkár
- Németh László: Husz János... Második katona
- Lázár Ervin: A négyszögletű kerek erdő... Mikkamakka
- Lázár Ervin: A hétfejű tündér... Mikkamakka
- Békés Pál – Rozgonyi Ádám: Szegény Lázár... Pedro
- Sárosi István: Rákfene... Saláta, orvos
- Csongrádi Kata: Nofretéte-akció... Hasszán
- Csemer Géza – Szakcsi Lakatos Béla: Cigánykerék... Lord
- Szakonyi Károly: Életem, Zsóka!... Schibler
- Forgách András – Böhm György – Fodor Ákos: Gyere, Josephine... Kísérő, Úr; Pepitó; Fiú
- Váradi Nagy Bella: Holnap kedd van... Szomszéd
- Molière: Škrtac (A fösvény)... Jakab
- Lyman Frank Baum: Óz, a nagy varázsló... Bádogember
- Karol Wojtyła: A Mi Urunk festője... Bőrsapkás
- Antun Karagić: Rastatkinja... Ivo, Pajo Zelić fia
- Marin Držić: Dundo Maroje Rómában... szereplő
- Ivan Petreš: Dva bila gavrana... Joso
- Tahir Mujičić: Fritz i pjevačica... Fritz
- Radoslav Zlatan Dorić: Ne adj Isten, szerbek egyesülnek... Aca Hádzsi Betyárevics, a szerb
- Dubravko Jelačić Bužimski: Osvajanje kazališta... A színész
- Miroslav Krleža: Kraljevo... Janez, a temetkezési vállalat szolgája
- Radoslav Zlatan Dorić: Csoda a rondellában... Balogh István, híres magyar színész és író

## Filmek, tv
- Zokogó majom (sorozat) 3. rész (1978)
- Megfelezettek
- Szerelmem Elektra (1980)
- Ideiglenes paradicsom (1981)
- A 78-as körzet (sorozat) Az öregekért című rész (1982)
- Mint oldott kéve (sorozat) Magyarország 1849 című rész (1983)
- Szomszédok (sorozat) 277. rész (1997)... TV szerelő
- Kisváros (sorozat)

- Lívia, a testőrnő című rész (1996)
- Mit akart mondani? című rész (1997)
- Gázkitörés című rész  (2000)
- Jóban Rosszban (sorozat) (2012) ... Medve Kázmér
- Hacktion: Újratöltve (sorozat) Megbocsáthatatlan című rész (2014) ... Dr. Nagy Tivadar
- Doktor Balaton (sorozat) (2021) ... Vendég